# ACTV

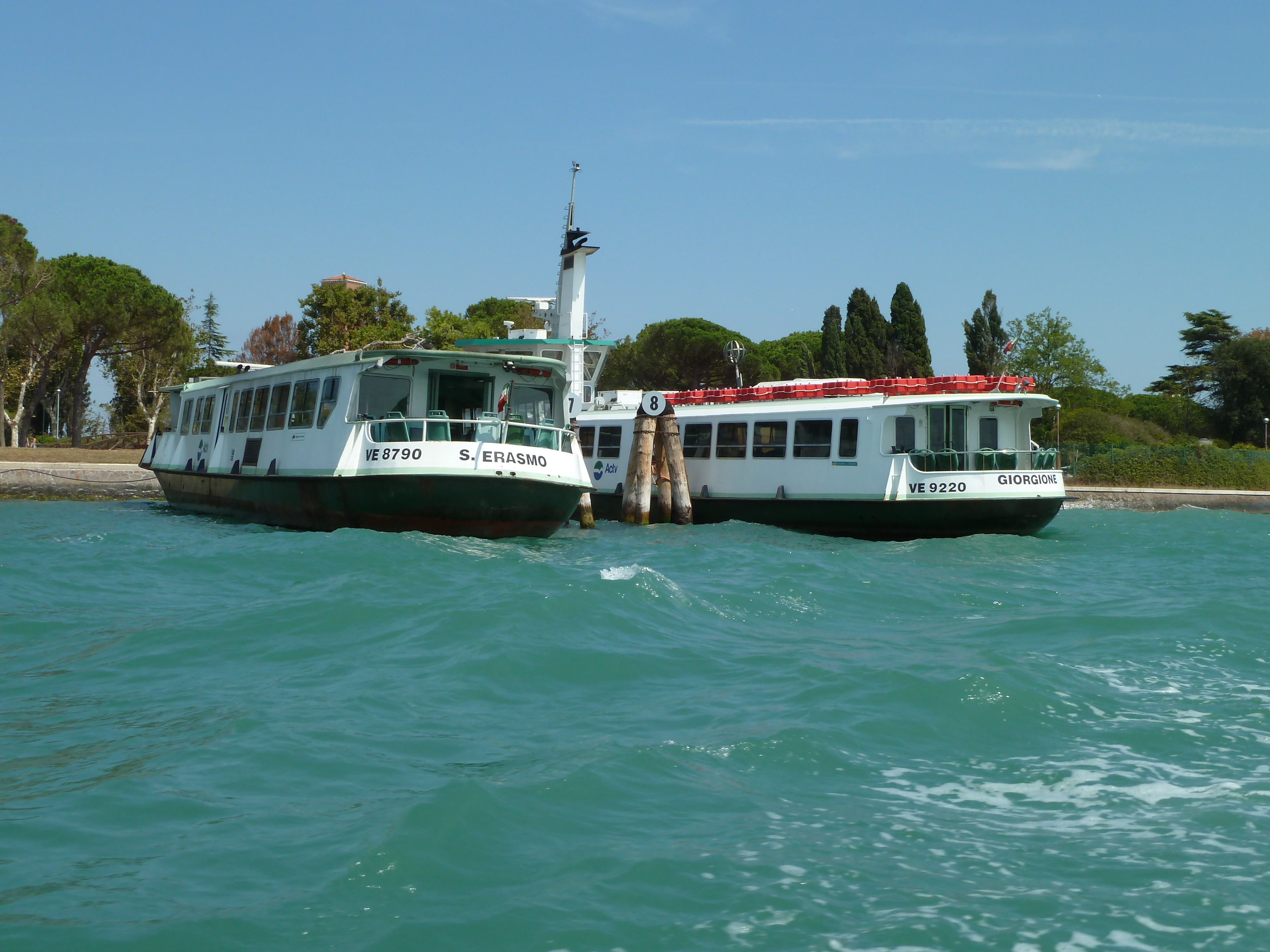
ACTVのヴァポレット

Actv S.p.A. (Azienda del Consorzio Trasporti Veneziano)は伊・ヴェネツィア都市部における公共交通機関の運営会社である。
ヴェネツィア市内の水上バス（ヴァポレット、vaporetto）や路線バス、ヴェネツィア・テッセラ空港〜ヴェネツィア市街地間の交通も担っている。ただし空港〜ラグーナ（潟）を結ぶ交通機関（Alilagunaが運営）などには関与していない。
水上バスはヴェニス島内の大運河やその外周を回る系統やムラーノ島(Murano)、ブラーノ島(Burano)へ向かう系統などがあり、路線バスはヴェネツィア国際映画祭で有名なリド島などで運行されている。

## 主な系統
11系統は路線バス、他は水上バス（ヴァポレット）である。
より
- 1 リド島 - ヴェニス島大運河
- 2 （リド島 - サン・マルコ広場：季節限定）- ヴェニス島大運河 - ローマ広場 - ヴェニス島外周 - サン・マルコ広場
- 3 ムラーノ島 - ローマ広場
- 4.1,4.2 ムラーノ島 - ヴェニス島外周
- 5.1,5.2 リド島 - ヴェニス島外周（サンタマルタ経由）
- 6 リド島 - サンタマルタ - ローマ広場（5系統の短縮版）
- 7 ムラーノ島 - サン・マルコ広場（季節限定）
- 8 リド島 - ジュデッカ (Giudecca)（季節限定）
- 9 トルチェッロ (Torcello) - ブラーノ島
- 10 リド島 - (直通) - サン・マルコ広場 - Zattere
- 11 リド島 - CHIOGGIA
- 12 F.te NOVE - ムラーノ島 - ブラーノ島 - カヴァッリーノ＝トレポルティ(Treporti) （ - PUNTA SABBIONI：季節限定）
- 13 F.te NOVE - サンテラズモ島 - カヴァッリーノ＝トレポルティ(Treporti)
- 14 リド島 - (直通) - S.Zaccaria
- 15 PUNTA SABBIONI - (直通) - S.Zaccaria
- 16 Fusina - (直通） - Zattere
- 17 リド島 - (直通） - トロンケット(Tronchetto) （フェリー）
- 18 リド島 - サンテラズモ島 - ムラーノ島 （季節限定）
- 19 CHIOGGIA - S.Zaccaria（季節限定）
- 20 (Lido Casino - ：季節限定) S.Lazzaro - S.Zaccaria
- 22 PUNTA SABBIONI - F.te NOVE
- N サン・マルコ広場 - ローマ広場 - ヴェニス島大運河 - リド島（深夜便）